# Gremio dei mercanti
Il gremio dei Mercanti fu un'antica corporazione di arti e mestieri della Città di Sassari.

## Notizie storiche
Il gremio fu il primo a sciogliersi causa le modificazioni sociali e dei mestieri che stavano investendo Sassari alla fine del XIX secolo.
Il gremio partecipò alla Faradda sin dai primordi con una notevole importanza che l'ha portato per un periodo a superare il Gremio dei massai nell'ingresso a Santa Maria.

### Patrono
Il patrono del gremio è stato Sant'Andrea, la festa del gremio verosimilmente era dunque il 30 novembre.

### Cappella
La cappella del gremio si trovava all'interno della chiesa di Sant'Andrea sita nel corso Vittorio Emanuele a Sassari.

### Bandiera
La bandiera del gremio nel novero di quelle di Sassari aveva una certa particolarità: era infatti bianca con la croce rossa come quella genovese (la chiesa di Sant'Andrea era detta del resto 'chiesa dei corsi' ovvero dei genovesi). Secondo Salvatore Pittalis, che ne riporta la notizia nei suoi appunti editi dal comune di Sassari, questa bandiera era dovuta al fatto che la maggior parte dei mercanti fosse di origine genovese.

### Candeliere
Essendosi sciolto molto tempo fa non si hanno notizie su quello che doveva essere il Candeliere del gremio.